# Evolution Tower
Der Evolution Tower ist ein Wolkenkratzer in Moskau City, dem Finanzdistrikt Moskaus. Entworfen wurde das 246 Meter hohe Bürogebäude von Tony Kettle in Zusammenarbeit mit Karen Forbes von der University of Edinburgh, RMJM Architects und Philipp Nikandrov, Chefarchitekt von Gorprojekt.
Die Gründungsarbeit begann im Sommer 2011. Der Bau wurde 2014 abgeschlossen und am 6. Oktober des Jahres eröffnet.
Auffälligstes Merkmal des Wolkenkratzers ist die Form, die einem DNA-Strang nachempfunden wurde. Der gesamte Turm hat eine Drehung von 135°. Dies entspricht einer Drehung von etwa 2,5° bei jedem der 55 oberirdischen Stockwerke. Die Kosten des Turms beliefen sich auf 500 Mio. US-Dollar, die des Gesamtkomplexes auf etwa 1 Mrd. Heute (Stand 2019) ist der Evolution Tower das neunthöchste Gebäude Moskaus und das sechzehnthöchste Europas.
2015 erlangte das Hochhaus den zweiten Platz des Emporis Skyscraper Award.